# Cathédrale de Trieste
La cathédrale Saint-Juste-Martyr de Trieste (en italien : basilica cattedrale di San Giusto Martire) est une église catholique romaine de Trieste, en Italie, cathédrale du diocèse de Trieste. Elle est située au sommet de la colline de San Giusto, surplombant la ville dont le saint patron est saint Juste. L'édifice roman actuel date du XIVe siècle. Il comprend les vestiges d'édifices païens, chrétiens et laïques qui se sont succédé sur ce site depuis la Rome antique.

## Historique

### Origines
Un propylée, une basilique romaine et probablement un temple capitolin étaient déjà construits sur l'emplacement de la cathédrale actuelle à l'époque romaine.
Le propylée est le bâtiment le plus ancien et a été construit vers 80 après J.-C.. Sa construction a probablement été initiée par Publius Palpellius Clodius Quirinalis, qui a commencé sa carrière comme centurion de la Legio XX Valeria Victrix et a terminé comme préfet de la flotte de Ravenne sous Néron. Long de 17,20 mètres et large de 5,30, il était situé au bout de la route principale qui menait de la mer à la colline de San Giusto, correspondant à peu près à l'actuelle Via della Cattedrale. Des vestiges du propylée sont visibles sous le parvis de la cathédrale, intégrés dans le campanile de l'église actuelle ou exposés dans le musée lapidaire voisin.
Le propylée servait probablement de vestibule ou de porte d'entrée à un temple capitolin situé derrière lui. Le temple était dédié aux trois principaux dieux romains : Jupiter, Junon et Minerve, comme le confirme une pyramide d'autel trouvée. Cependant, à part la pyramide d'autel, rien d'autre n'a été conservé ou transmis du temple. Son positionnement exact n'est donc pas certain.
Les colonnes et les vestiges de la basilique romaine se trouvent à gauche du propylée. Des fragments d'inscriptions diverses suggèrent que le bâtiment a été construit à la demande de Quintus Baienus Blassianus, qui a vécu au IIe siècle de notre ère et fut, entre autres, préfet d' Égypte sous Marc Aurèle. Le bâtiment, long de 75 mètres, large de 23 mètres et haut de 20 mètres, était le siège du conseil municipal (decuriones) et servait de lieu pour les réunions publiques ainsi que pour les affaires judiciaires et commerciales.

### Édifice actuel
Après qu'une grande partie du propylée et du temple capitolin sont tombés en mauvais état, une basilique paléochrétienne rectangulaire avec 3 nefs est construite sur le même site au Ve siècle, dont des fragments de mosaïque subsistent dans le sol de la cathédrale actuelle.
La construction est agrandie au milieu du XIe siècle,sous l'évêque de Trieste Frugiferus, remplacée par une basilique romane dédiée à la vierge beaucoup plus petite. À la même époque, une petite chapelle commémorative carrée avec un dôme dédiée au martyr saint Juste de Trieste, renfermant des reliques sacrées, est construite sur la droite de l'édifice. Des portions de murs et deux des trois absides de la structure originelle existent toujours.
Comme le rapportent la plupart des historiens de Trieste, l'aspect actuel de la basilique résulte de l'unification de ces deux édifices préexistants, qui ont été incorporés sous le même toit par l'évêque Rodolfo Pedrazzani da Robecco entre les années 1302 et 1320 pour doter la ville d'une imposante cathédrale à cinq nefs. Les deux bas-côtés adjacents sont démolis ; la grande nef centrale est construite, dotée d'un plafond en forme de quille de navire et d'une nouvelle abside ; une nouvelle façade simple en grès est ajoutée, ornée d'une rosace en marbre blanc karstique.
Les premiers documents concernant la cathédrale remontent à l'année 1337, lorsque le clocher-tour de l'ancienne église Santa Maria est recouvert d'un mur épais pour pouvoir supporter le nouveau bâtiment. Les travaux du clocher s'achèvent en 1343, mais ceux de l'église durent pratiquement jusqu'à la fin du siècle. Le clocher est à l'origine plus haut, mais en 1422, il est frappé par la foudre et réduit à sa hauteur actuelle.
A gauche du clocher se trouve le baptistère construit en 1380 et dédié à saint Jean le Baptiste,avec des fonts baptismaux hexagonaux du IXe siècle. À droite de la cathédrale se dresse la petite église San Michele al Carnale, qui a longtemps servi de chapelle au cimetière situé à l'emplacement actuel du musée lapidaire.
Après la dédicace définitive de la ville à l'Autriche en 1382, l'empereur Léopold III de Habsbourg nomme le premier évêque allemand de Trieste, Enrico de Wildenstein, qui le 27 novembre 1385 consacre le maître-autel de la cathédrale.
En novembre 1899, le pape Léon XIII l'élève au rang de basilique mineure.
Bien que les vitraux de droite de la cathédrale et le tambour de la coupole datent de la restauration de 1920, ils ont été faits sur la base des éléments d'origine.

## Extérieur

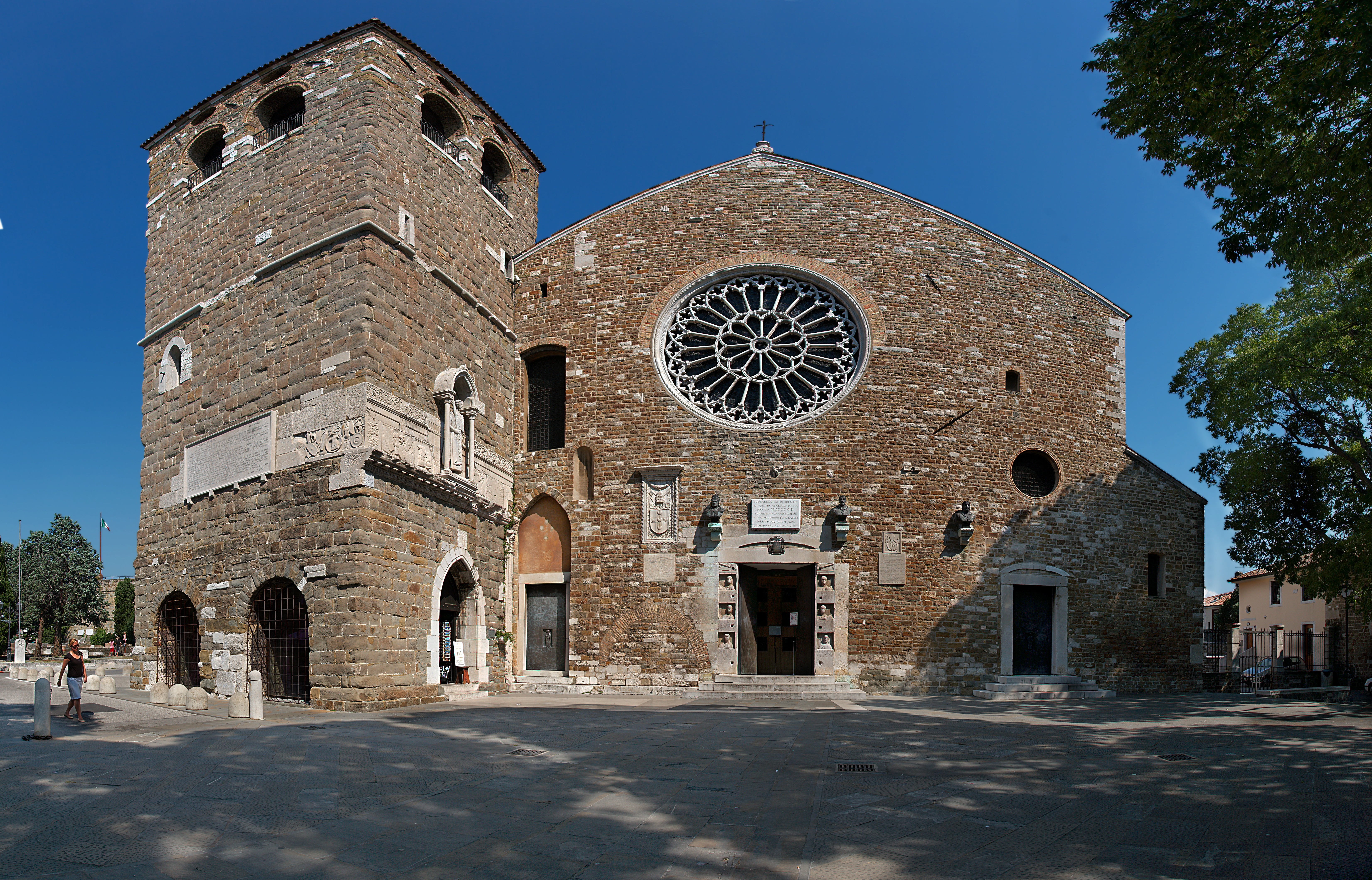
Façade et campanile.

La façade triangulaire asymétrique à fronton en grès de Muggia voisine, est dominée par une grande rosace gothique en marbre karstique blanc, réalisée sur place par des maîtres tailleurs de pierre engagés à Soncino, près de Crémone, d'où était originaire l'évêque. Le nom de la via dei Soncini en est un souvenir. La fenêtre ronde a été créée vers la fin du XIVe siècle, après l'unification des structures préexistantes dans un bâtiment à 5 nefs. Elle a été restaurée en 1932 par l'architecte et conservateur des monuments italiens Ferdinando Forlati.
Le clocher et la façade de l'église sont généreusement ornés de trouvailles de l'époque romaine. Le portail d'entrée a, par exemple, été conçu à partir d'un ancien monument funéraire du Ier siècle av. J.-C. avec des portraits de six membres de la famille Barbi, utilisé pour les piliers de 3,30 mètres de haut du portail central. La représentation de l'esclave affranchie Tullia a été changée en celle de saint Serge en ajoutant une auréole et l'hallebarde de Trieste. Serge est vénéré comme l'un des martyrs les plus importants de la ville. Les anciennes ailes du portail en bois ont été remplacées par de nouvelles ailes en bronze en 1990 et 1992. Les bustes en bronze d'Alberto Brestyanszky, ajoutés en 1862 à la façade sur des consoles obtenues à partir de socles romains, représentent trois illustres évêques : Enea Silvio Piccolomini, évêque de Trieste de 1447 à 1450 devenu le pape Pie II, Rinaldo Scarlicchio (1622-1630), découvreur des reliques de saint Juste vénérées dans la cathédrale, et Andrea Rapicio (1567-1573), humaniste du XVIe siècle, auxquels a été ajouté Mgr Antonio Santin en 2020. Sur la gauche, au-dessus du portail principal, une niche abritait à l'origine une statue en bois de Jean le Baptiste, aujourd'hui installée dans le château San Giusto. À côté se trouve un relief avec les insignes et les armoiries d'Enea Silvio Piccolomini. Sous le bas-relief se trouve une inscription en hexamètres latins célébrant le pontife humaniste qui a soutenu et sauvé Trieste de la destruction lors du siège de la république de Venise en 1463.
Une inscription commémore l'attaque des Autrichiens et des Anglais contre les soldats de Napoléon Ier qui s'étaient retranchés dans le château et le clocher voisins en 1813.
Le clocher abrite un complexe de cinq grosses cloches. La campana di San Giusto, une composition musicale patriotique écrite par Giovanni Drovetti et mis en musique par Colombino Arona en 1915, très populaire durant la Première Guerre mondiale, et chantée plusieurs décennies plus tard par le célèbre ténor Luciano Pavarotti, est dédiée à la plus grande de ces cloches.
L'enjambant de la porte principale vient d'un monument funéraire du Ier siècle av. J.-C. appartenant à la famille Barbi.

## Intérieur

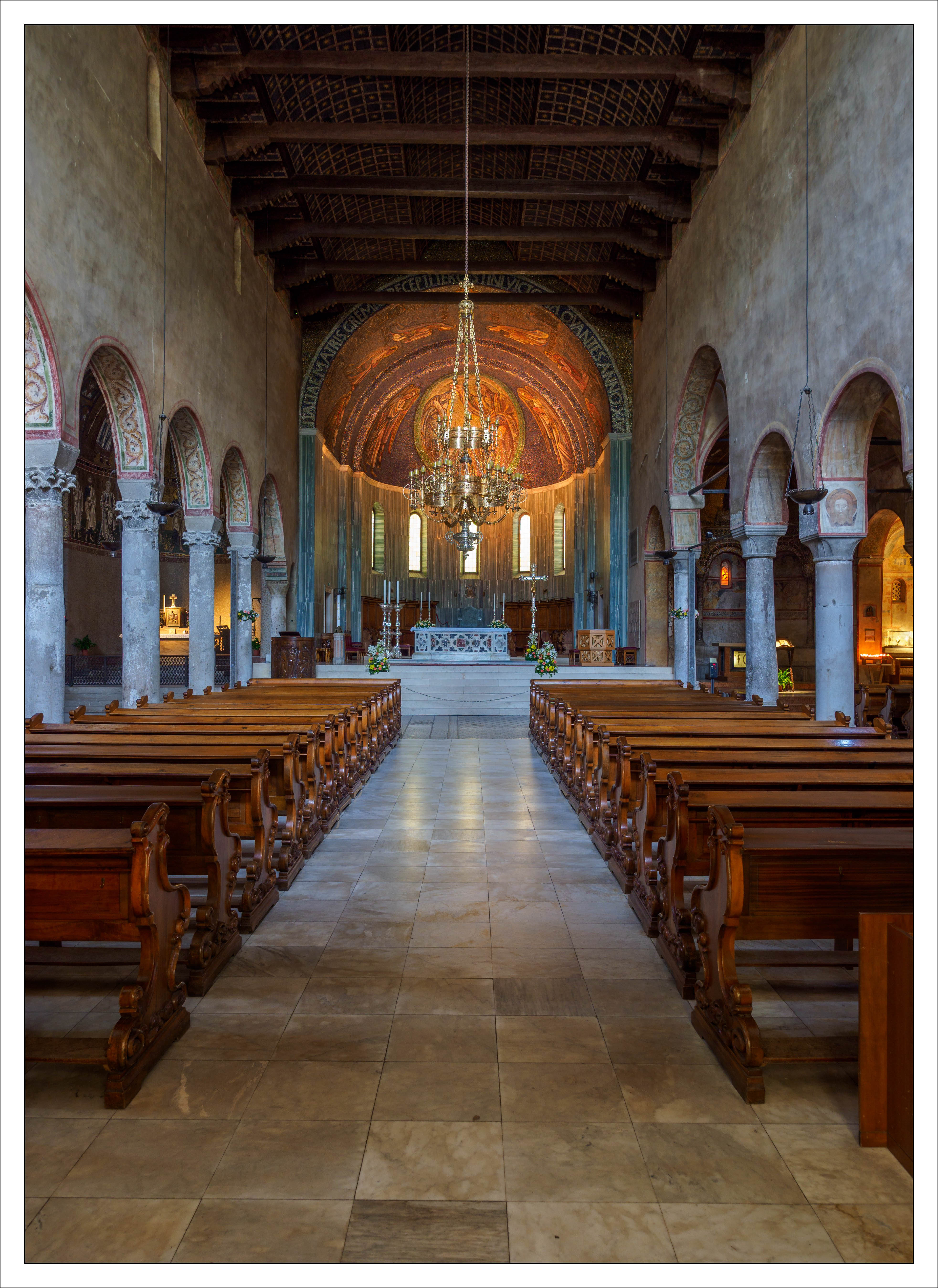
Intérieur.

Peu de documents sont disponibles sur la décoration intérieure de l'église. À l'intérieur les fresques datent des XIIIe et XIVe siècles.
Le plafond à coque de navire de la nef principale date certainement du XIVe siècle. En 1423, l'abside est décorée de fresques par Domenico Lu Domine et Antonio Baietto, artistes frioulans. En 1843, elle est agrandie en détruisant la fresque du Couronnement de la Vierge dont certains fragments sont parfois exposés dans le château, et remplacée par une voûte néoclassique à caissons. Dans les premières décennies du XXe siècle, le plafond est démoli et reconstruit ; le décor à caissons est remplacé par une mosaïque proposant le thème du Couronnement de la Vierge, choisi après un concours sur ce thème.
Parmi les autres fresques originales, la plus importante est le Cycle de San Giusto, en cinq éléments, exposée dans la chapelle latérale.
À l'intérieur se trouvent de nombreux artefacts sacrés, dont le Trésor, caché derrière une grille baroque, qui contient encore de nombreux objets de valeur, bien qu'il ait été pillé en 1984. Les opinions sont controversées sur nombre de ces objets, car leur origine historique et géographique est difficilement évidente. Même pour le symbole de la ville, la hallebarde de saint Serge, patron secondaire de la ville, il n'est pas possible de définir une origine certaine, ni l'époque exacte du forgeage.

### Mosaïques byzantines de l'abside
Les deux absides latérales (correspondant respectivement à celle de la basilique Santa Maria et à celle de la chapelle San Giusto) sont ornées de magnifiques mosaïques, œuvre d'ouvriers vénitiens et constantinopolitains.
L'abside de Santa Maria présente une splendide représentation de Théotokos, assise sur un trône, sur fond d'or, avec l'Enfant dans ses bras, flanquée de deux archanges en déisis. Il s'agit d'une exécution d'origine constantinopolitaine de la première moitié du XIIe siècle, probablement réalisée en parallèle avec les rangs des Apôtres sur une pelouse idyllique, placée dans l'hémicycle de l'abside en contrebas, entourée d'un cadre décoré, qui appartient plutôt, par la douceur de la draperie et l'affinité des physionomies de certaines figures, avec celles de la cathédrale de Ravenne, à une équipe de mosaïstes vénitiens, la même que celle formée à l'école des ouvriers byzantins qui ont décoré la basilique Saint-Marc dans le dernier quart du XIe siècle. Comme à la cathédrale Santa Maria Assunta de Torcello, les apôtres sont représentés dans la série latine, c'est-à-dire avec Jacques le Mineur et Jude à la place de Marc et Luc. Ces mosaïques absidales présentent des analogies avec celles siculo-byzantines de la cathédrale de Cefalù.
Le Christ pantocrator, flanqué comme dans une déisis par les saints Giusto et Servolo, se détache dans l'abside droite. Les traits du Christ, élancé, sévère et noble, situent la réalisation de cette mosaïque au début du XIIIe siècle, par des mosaïstes byzantins.

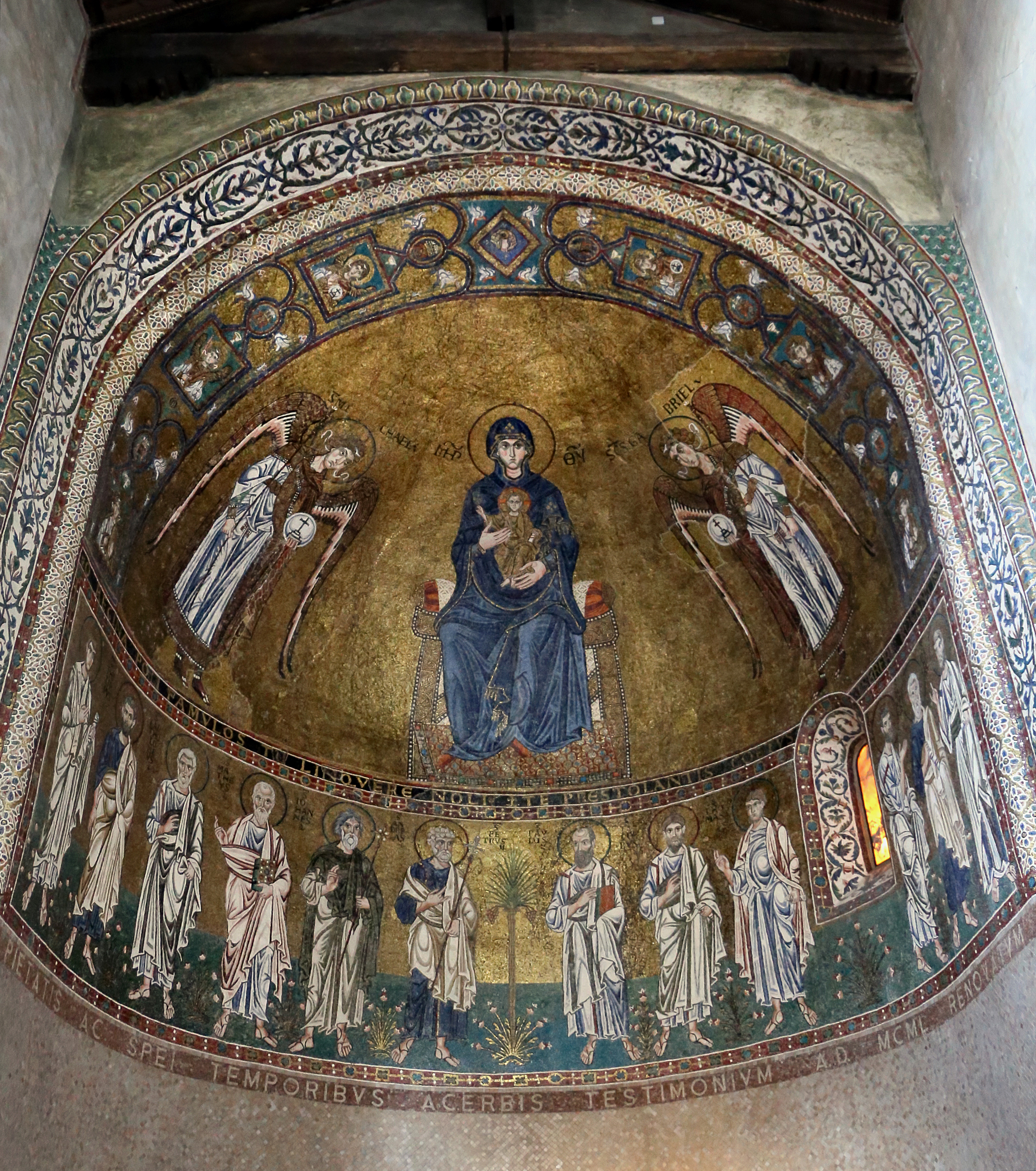
Dôme de Santa Maria Assunta.
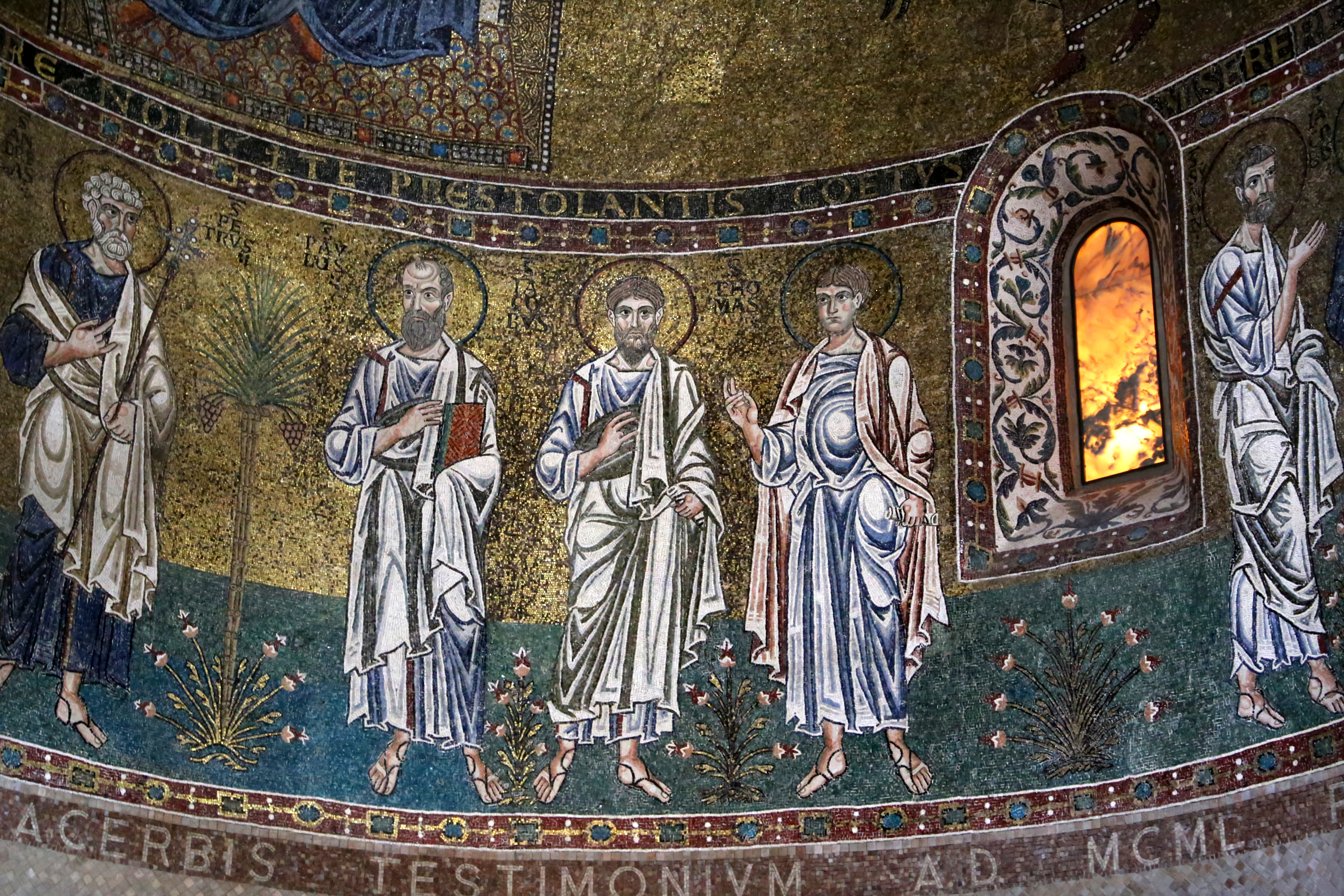
Détail.
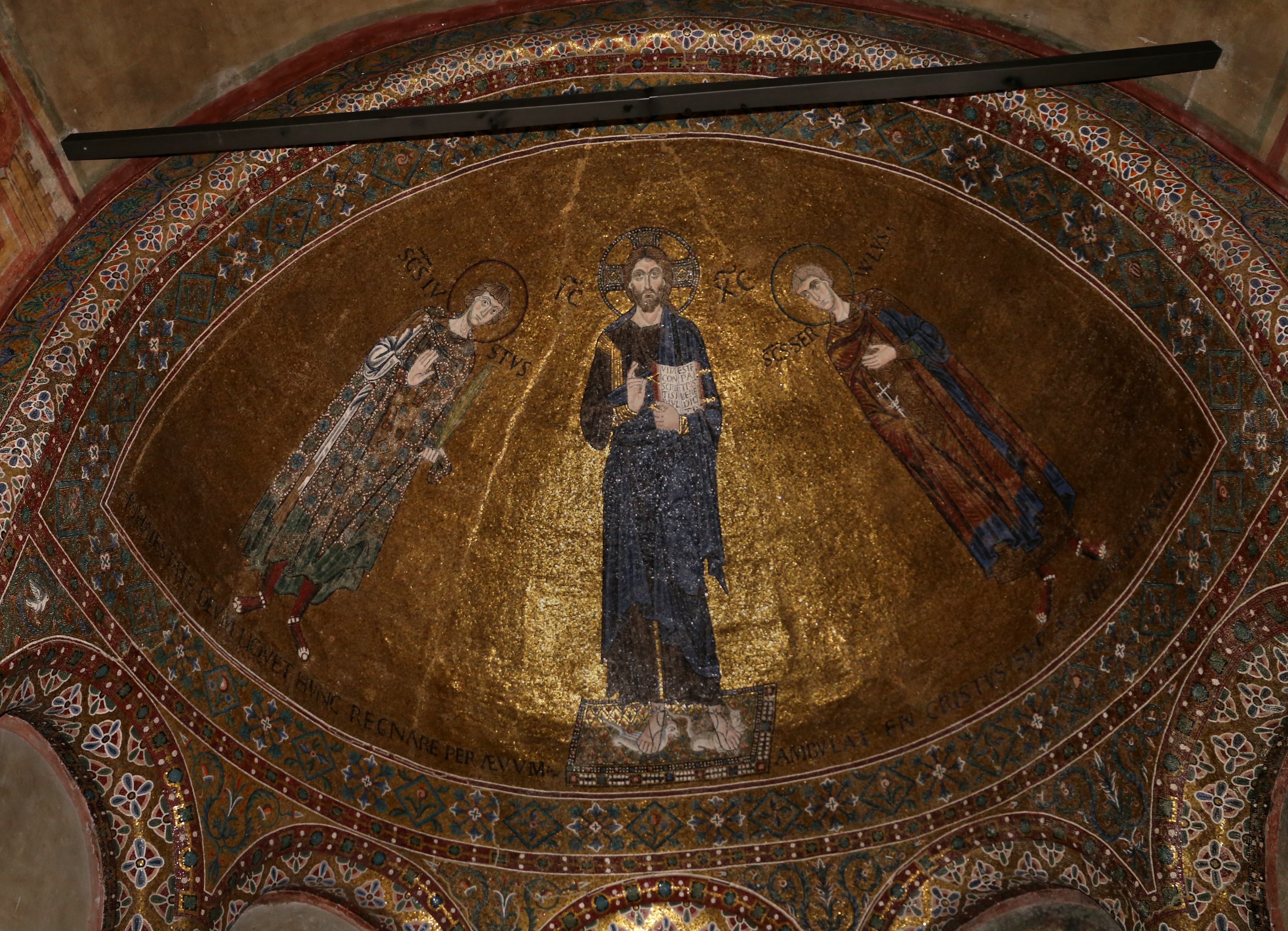
Dôme de San Giusto.

### Ameublement
Dans la châsse de l'autel de la chapelle de la Pietà se trouve une Pietà colorée en bois de tilleul.
Dans l'autel reliquaire de la chapelle du trésor se trouvent des bustes-reliquaires baroques en argent et la pointe de hallebarde de saint Serge. L'autel baroque à deux colonnes de l'édicule de la chapelle Saint-Joseph avec une sculpture en marbre de Dieu le Père dans le pignon a été construit en 1704. Sa peinture montre les fiançailles de Marie avec Joseph.

### Orgue

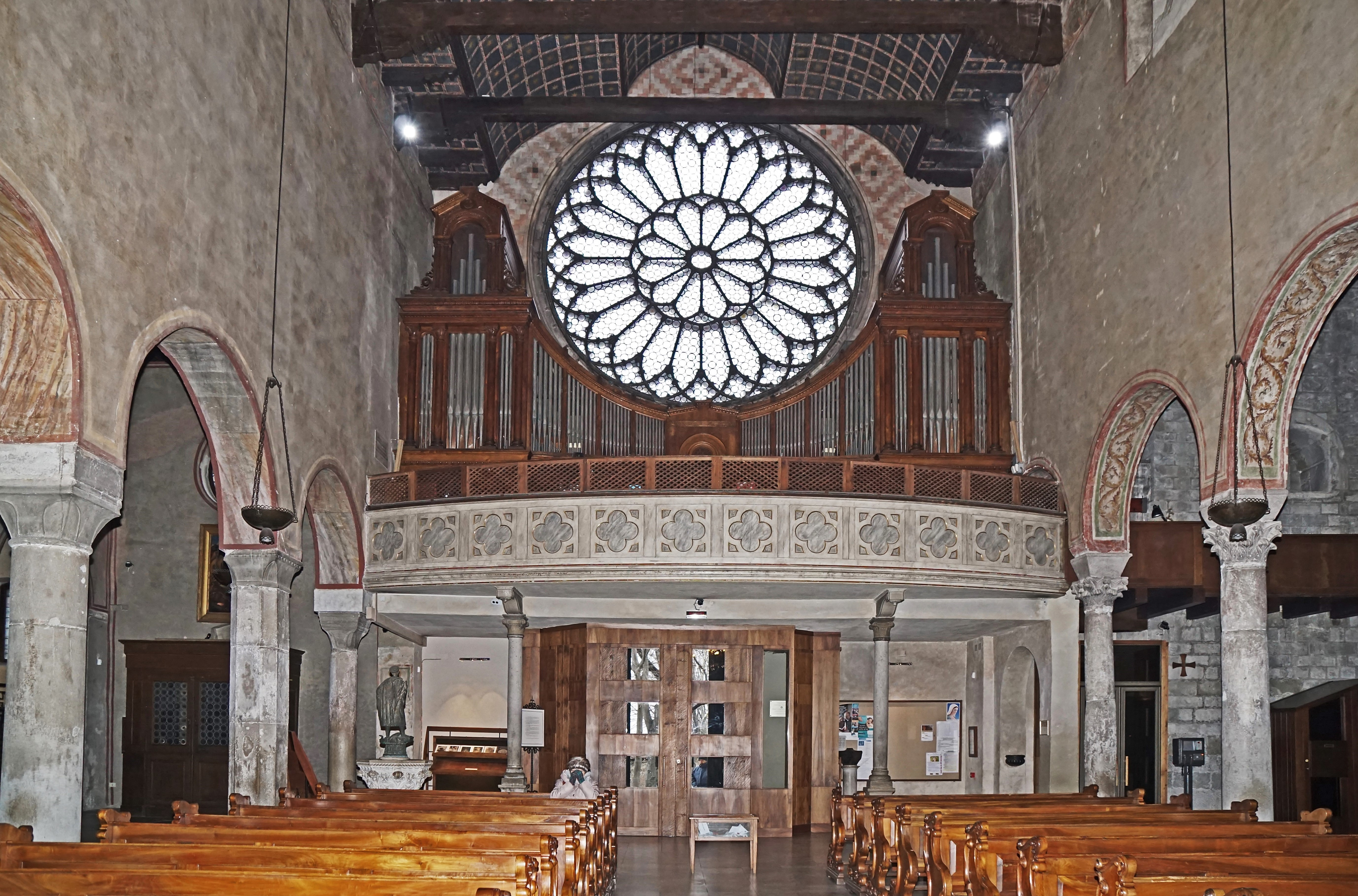
Cantoria et orgue.

Sur la grande cantoria, près du mur à l'envers de la façade, se trouve l'orgue Mascioni opus 345, construit en 1922 en remplacement d'un instrument construit par Giovanni Tonoli en 1860, pillé de tous ses tuyaux pendant la Première Guerre mondiale. La construction d'un nouvel orgue fut confiée au facteur d'orgues Vincenzo Mascioni qui y travailla de décembre 1921 à novembre de l'année suivante, date à laquelle l'ouvrage est inauguré avec une série de concerts donnés par Marco Enrico Bossi.
Lors de la nécessaire restauration après la Seconde Guerre mondiale, effectuée par la société Mascioni dans les années 1970, la sonorité de l'instrument fut adaptée au goût de l'époque, les claviers, à l'origine deux, portés à trois, les tuyaux de façade remplacés par d'autres tuyaux neufs. De plus, le système de transmission a été transformé, passant de pneumatique à électrique. Les conseils et l'expérience d'Emilio Busolini, organiste de la cathédrale, ont été très importants pour ce travail de restauration.
Depuis 2012, l'orgue dispose de trois claviers de 58 notes chacun et d'un pédalier concave-radiale de 30. La caisse en bois néoclassique qui encadre la rosace est celle d'origine.

## Campanile et cloches

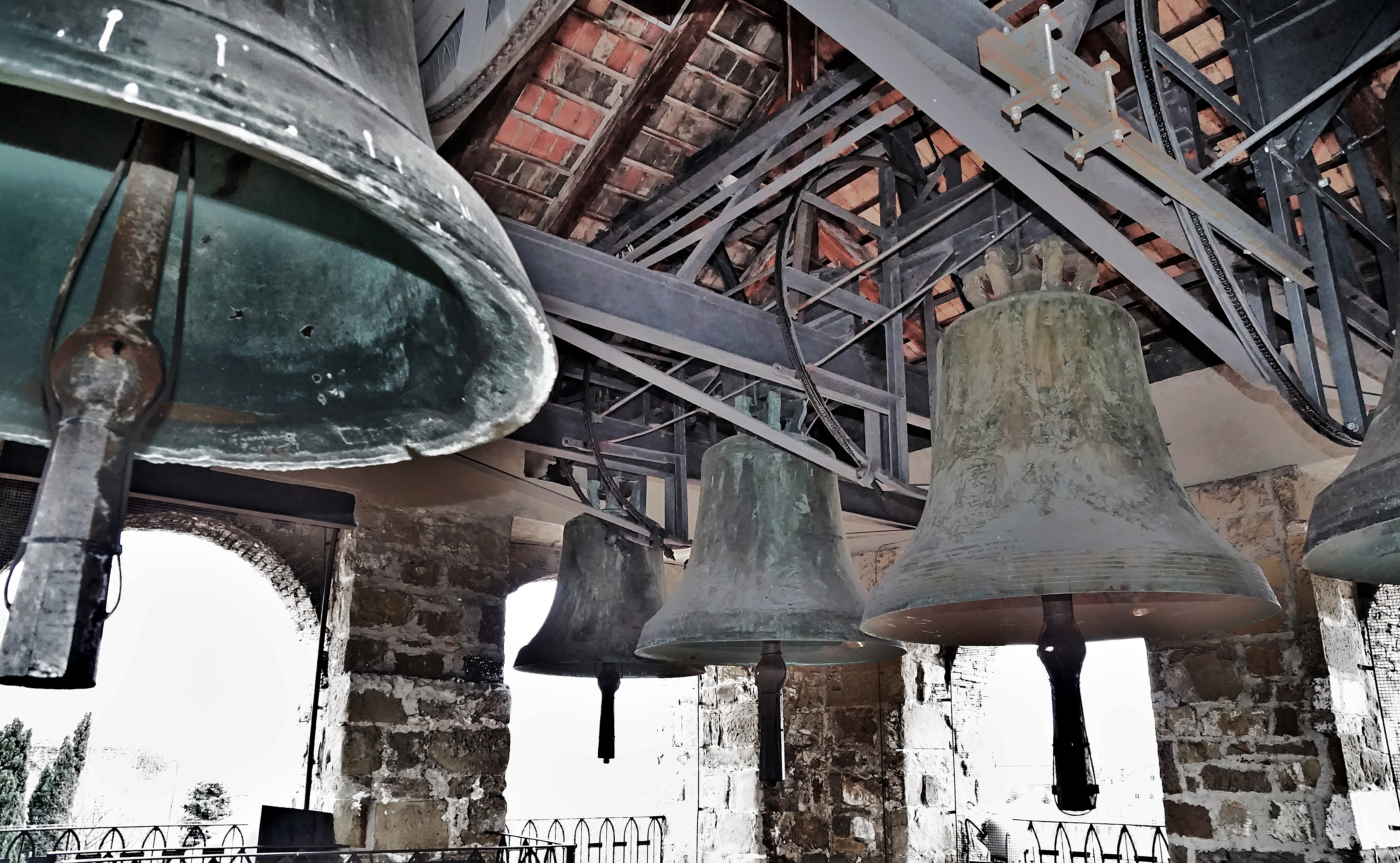
Vue des cloches.

Le campanile a été construit entre 1337 et 1343 autour d'une tour d'église romane existante, qui avait été elle-même édifiée sur les fondations du propylée romain. Les fondations de l'édifice roman ont été découvertes par Peter von Nobile en 1816 et sont visibles aujourd'hui sous les arcs du rez-de-chaussée. Sont encore visibles, les colonnes de l'édifice roman et un griffon dans la cage d'escalier du clocher.
La corniche romaine, dérivée du propylée romain voisin, a été incorporée dans la façade extérieure du campanile. Une statue romano-byzantine de San Giusto (Xe – XIe siècle) est placée dans un édicule gothique : dans une main il tient la maquette de la ville et dans l'autre la palme du martyre (la tête, de dimensions différentes du corps, est une réutilisation). Les fenêtres à un seul arc du beffroi forment la conclusion du clocher de l'église. La cloche la plus ancienne date de 1497. Une autre cloche, populairement appelée le Campanon, a été coulée en 1829. Les deux autres cloches datent de 1953 et sont décorées de reliefs de Carlo Sbisà.
Sur le pignon du clocher de l'église, il y avait à l'origine une attache grossièrement nervurée, que les habitants de Trieste appelaient Melone (melon) en raison de sa forme et en faisaient l'un des symboles de leur ville. Au sommet de la sculpture en pierre de 1,13 mètre de haut se trouve la hallebarde en fer de saint Serge, également symbole de la ville. En 1421, la foudre a détruit la charpente du toit et a arraché le melone qui, l'année suivante, fut placé sur un pilier érigé sur la place devant la cathédrale ; à la fin du XIXe siècle, le melone est finalement installé dans le château San Giusto.
Le campanile abrite cinq cloches d'échelle Sol 2 : c'est le deuxième plus grand jeu de la région, après celui de la cathédrale d'Udine. Elles sont installés avec impulsion, mais seul le jeu central (B ♭ 2, Do 3, D 3) est d'un « élan frioulan », un type particulier dans lequel les cloches sonnent de manière synchronisée de la plus petite à la plus grande.
La 5e cloche en Mi 3 décroissant a été fondue en 1467 par Giorgio da Lubiana ; la 4e en Si ♭ 2 calante (refonte par De Poli en 1999), la 3e en C 3 calante et la 2e cloche en D 3 calante ont été fondues en 1953 par Lucio Broili (Udine). La cloche majeure en Sol 2 a été fondue en 1829 par Canciano da Venezia avec le bronze des canons laissé par Napoléon Ier.

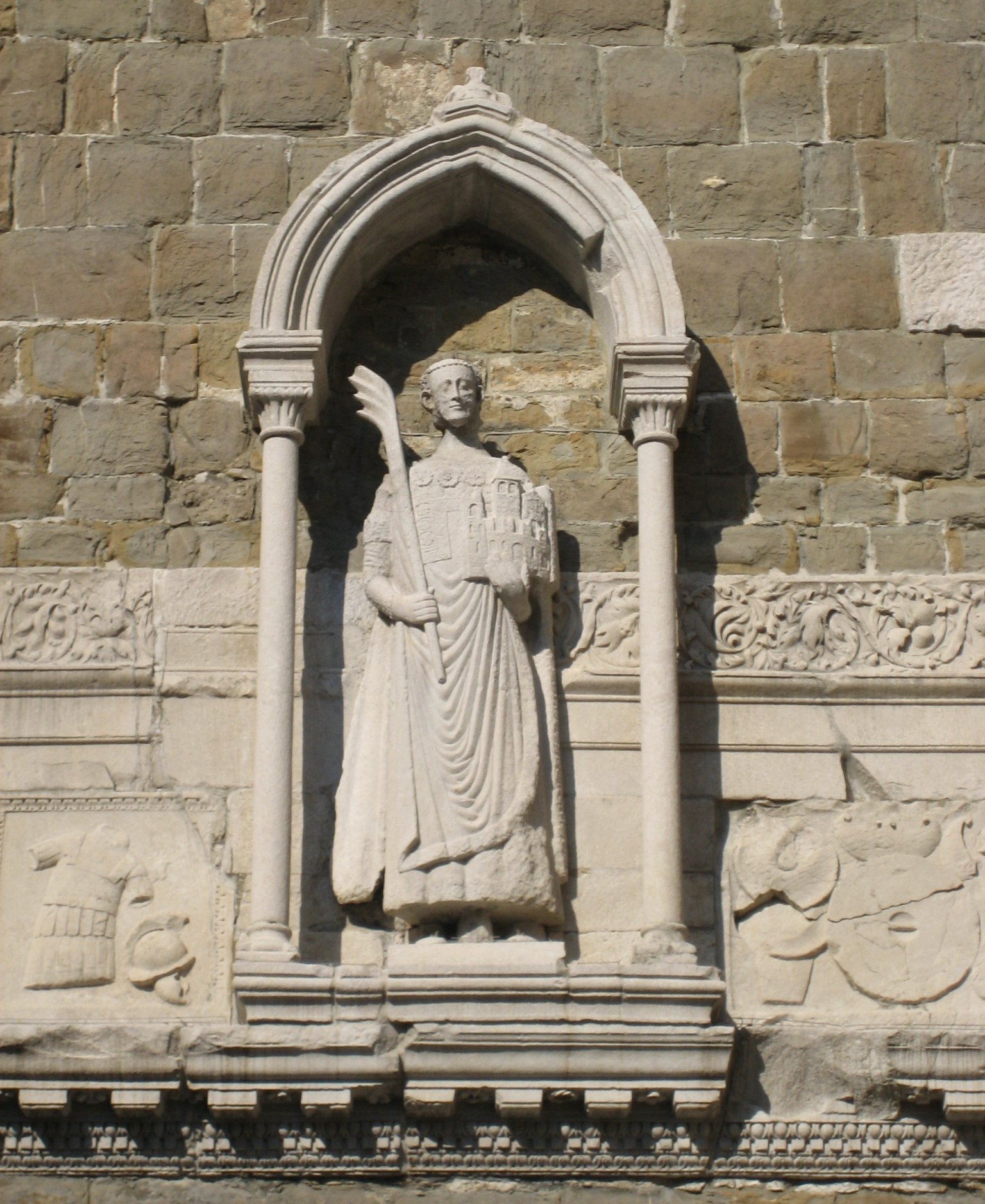
Statue de saint Juste sur le campanile.
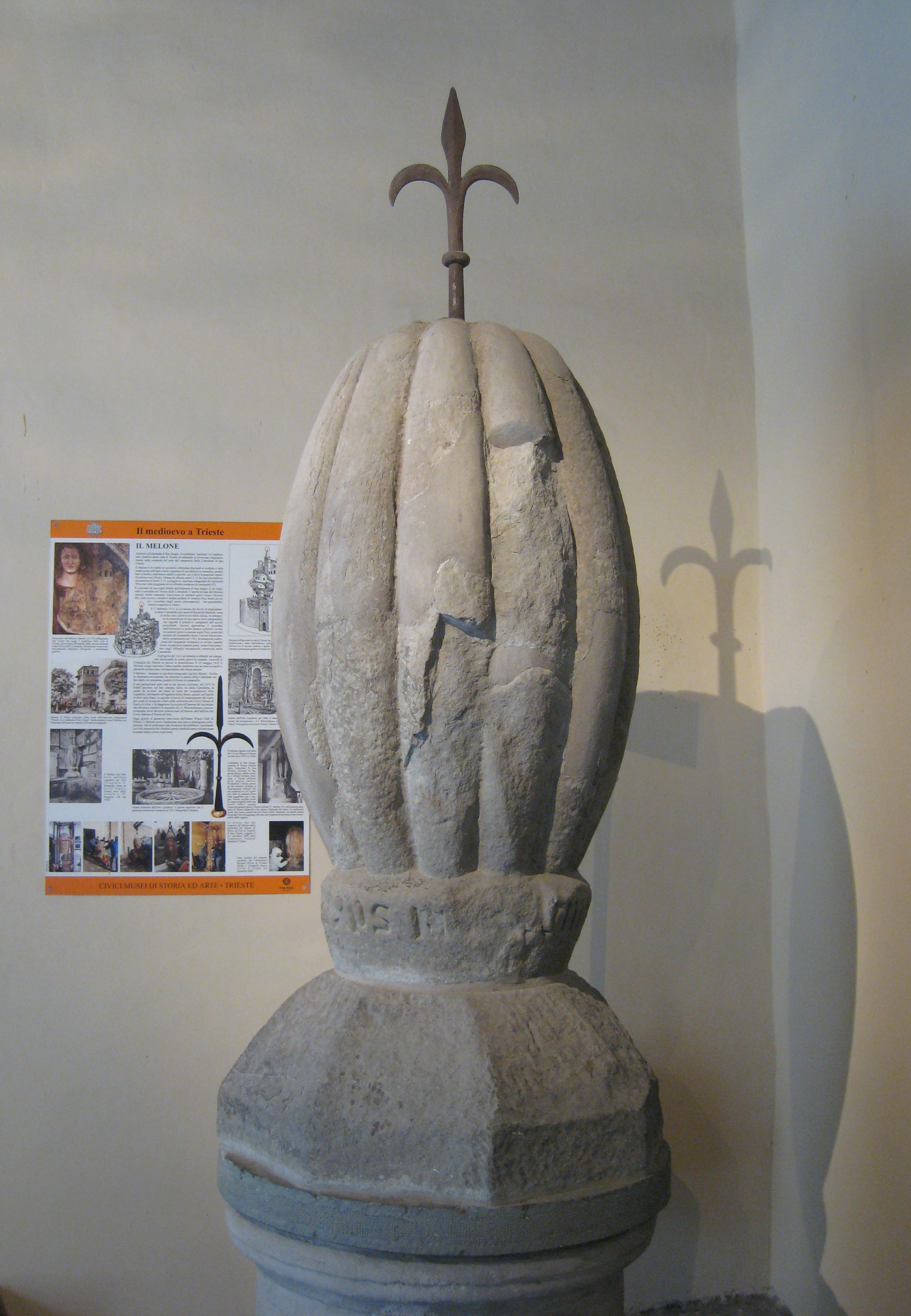
Le Melone.

## Nécropole des princes carlistes espagnols et légitimistes français
Dans une chapelle latérale à droite de la nef se trouvent les tombes de quatre prétendants carlistes au trône d'Espagne, Charles de Bourbon (1788-1855), Charles de Bourbon (1818-1861), Charles de Bourbon (1848-1909), Jean de Bourbon (1822-1887), qui ont passé leur exil à Trieste. San Giusto est parfois appelé « l'Escurial carliste ». Les deux épouses de Charles de Bourbon, Marie Françoise de Bragance et Marie-Thérèse de Portugal (1793-1874), y sont également enterrées.
Sont enterrés :
- Charles de Bourbon[11],[12] (1788-1855), infant d'Espagne déchu, prétendant carliste (« Charles V ») puis « comte de Molina » ;
- Marie-Françoise de Bragance[11],[12] (1800-1834), infante de Portugal ;
- Marie-Thérèse de Portugal[11],[12] (1793-1874), princesse de Beira et « comtesse de Molina » ;
- Charles de Bourbon[13],[12] (1818-1861), infant d'Espagne déchu, « comte de Montemolín » et prétendant carliste (« Charles VI ») ;
- Marie-Caroline de Bourbon-Siciles [13],[12] (1820-1861), princesse des Deux-Siciles et « comtesse de Montemolín » ;
- Jean de Bourbon[13],[12] (1822-1887), infant d'Espagne déchu, « comte de Montizón » et prétendant carliste et légitimiste (« Jean III ») ;
- Ferdinand de Bourbon[13],[12] (1824-1861), infant d'Espagne déchu ;
- Charles de Bourbon[13],[12] (1848-1909), « duc de Madrid » et prétendant carliste (« Charles VII ») et légitimiste (« Charles XI »).
- Joseph Fouché, duc d’Otrante, ministre de Police de Napoléon Ier, mort en exil à Trieste en 1820, y a été inhumé avant son transfert dans le cimetière de Ferrieres en 1875.

L'archéologue allemand, fondateur de l'archéologie scientifique, Johann Joachim Winckelmann, assassiné à Trieste en 1768, est également enterré dans la cathédrale.